# 大堡鎮 (峨邊彝族自治縣)
大堡镇，是中华人民共和国四川省乐山市峨边彝族自治县下辖的一个乡镇级行政单位。大堡镇原为峨边县治所在地，为汉彝分界地带；境内化林村是彝族史诗人物甘嫫阿妞的出生地。1950年8月峨边县治迁往大渡河畔的沙坪镇，曾设有劳动教养管理所。
2020年5月，撤销白杨乡，将其所属行政区域划归新林镇管辖。

## 行政区划
大堡镇下辖以下地区：
大堡社区、新丰村、火花村、较场村、桥楼村、集广村、茶丰村、联合村、九家村、双溪村和化林村，
约嘎村和冷其村。